# Hikayat Abdullah

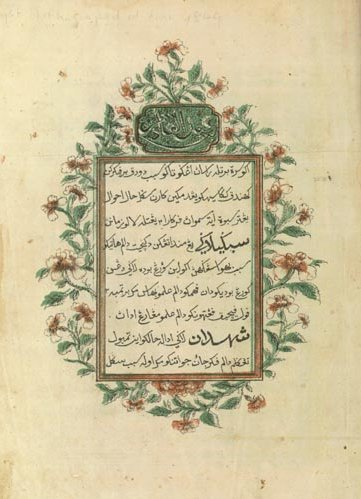
Eine Seite des auf Malaiisch in Jawi-Schrift geschriebenen Hikayat Abdullah aus der Sammlung der National Library of Singapore.

Hikayat Abdullah ist der Titel der 1849 veröffentlichten Autobiographie von Abdullah bin Abdul Kadir (1795–1852), auch bekannt als Munshi Abdullah, des Vaters der modernen malaiischen Literatur. Sie wurde zwischen 1840 und 1843 verfasst. Das Werk gilt als sein Hauptwerk. Es gilt als der erste kommerziell veröffentlichte malaiische literarische Text. Das Werk ist eine wichtige Quelle für die Geschichte Singapurs im frühen 19. Jahrhundert kurz nach der Gründung der ersten britischen Niederlassung durch Stamford Raffles. Der aus Malakka stammende Abdullah rügt darin die niederländischen und englischen kolonialen Verwaltungsreformen (zur Geschichte der Region, siehe auch Sultanat von Malakka & Sultan von Johor), erkennt aber auch die Überlegenheit von deren Verwaltungen gegenüber den bisherigen verkrusteten Strukturen an (siehe auch Bildungssystem in Malaysia). 
Das Werk enthält unter anderem Beobachtungen zu Stamford Raffles, William Farquhar und John Crawfurd von der British East India Company, zu Sultan Hussein Shah des Sultanats Johor, der Missionare und Händler aus Amerika und Europa und der chinesischen Händler seiner Zeit.
Eine frühe englische Übersetzung stammt von J. T. Thomson (1874), sie gilt als unvollständig und ungenau. Eine neuere englische Übersetzung stammt von A. H. Hill und wurde im Journal of the Malayan Branch Royal Asiatic Society (1955) veröffentlicht. 

## Zitat
„To see an Englishman was like seeing a tiger, because they were so mischievous and violent […] At that time I never met an Englishman who had a white face, for all of them had ‘mounted the green horse’, that is to say, were drunk [...] So much so that when children cried their mothers would say, ‘Be quiet, the drunken Englishman is coming,’ and the children would be scared, and keep quiet.“

## Ausgaben & Übersetzungen
- Amin Sweeney (ed.), Karya Lengkap Abdullah bin Abdul Kadir Munsyi, jilid 3: Hikayat Abdullah, Jakarta: Kepustakaan Populer Gramedia & École française d'Extrême-Orient, 2006.
- J. T. Thomson (H.S. King, London, 1874)
- A. H. Hill, Journal of the Malayan Branch Royal Asiatic Society (Volume XXVIII Part 3, June 1955)